# Charlemagne-Klasse
Die Charlemagne-Klasse war eine Klasse von drei Vor-Dreadnought-Linienschiffen der französischen Marine. Das Typschiff der Klasse, die Charlemagne, wurde 1893 auf Kiel gelegt, lief am 12. Oktober 1895 vom Stapel und wurde 1899 in Dienst gestellt, die Indienststellung der Schwesterschiffe Gaulois und St Louis erfolgte 1899 und 1900. Das Typschiff erhielt seinen Namen in Erinnerung an die Charlemagne, die zur Kriegsmarine des 1. Kaiserreiches gehörte und an der Blockade der Britischen Insel beteiligt war, wie in schriftlichen Quellen von 1810 belegt ist. Von den Schiffen der Charlemagne-Klasse wurde die Gaulois Ende 1916 in der Ägäis durch ein deutsches U-Boot versenkt. Die beiden anderen Schiffe wurden nach dem Kriegsende außer Dienst gestellt und abgebrochen.

## Geschichte und Konstruktion

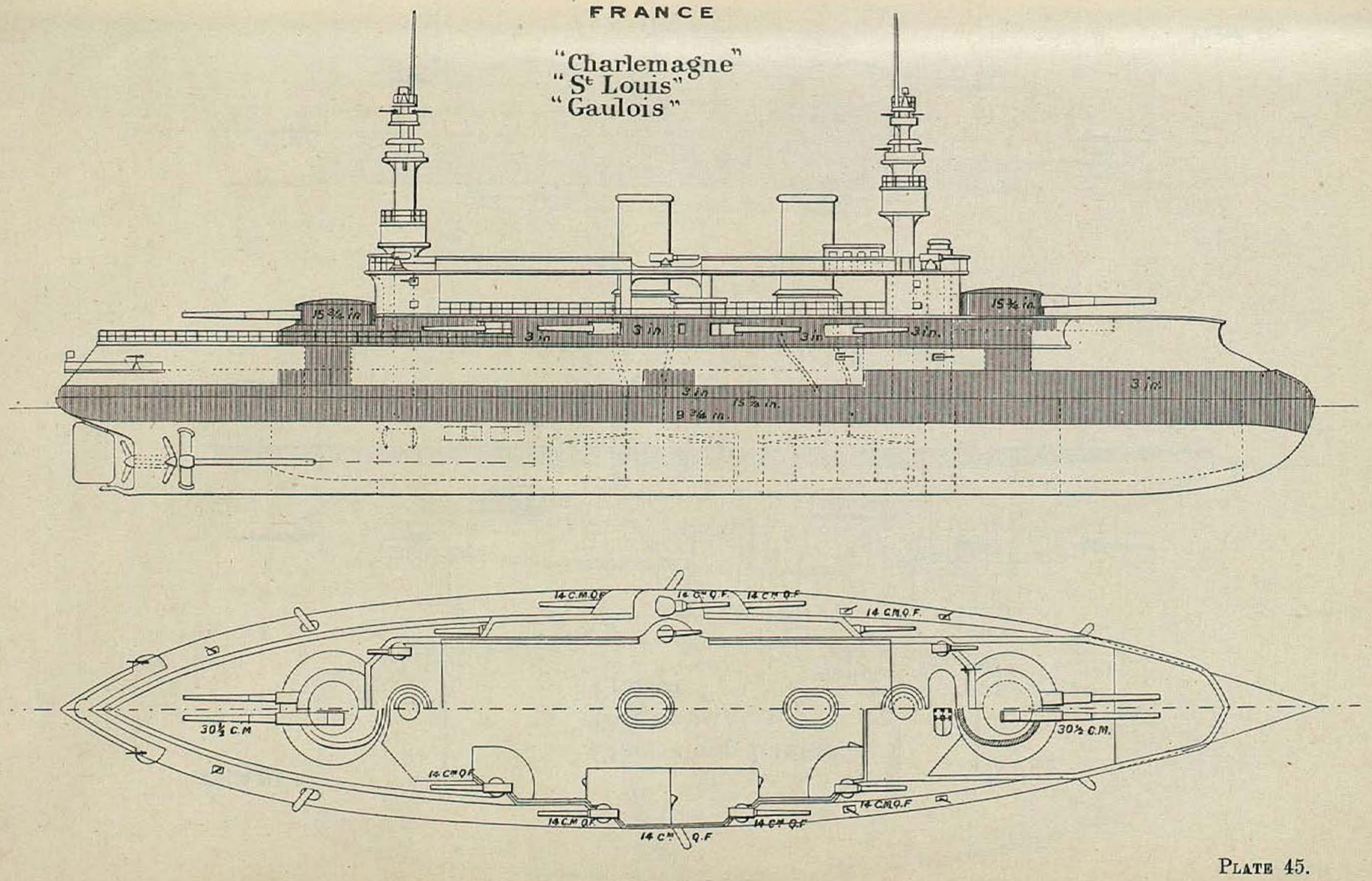
Seitenriss und Decksplan

Die Schiffe der Charlemagne-Klasse waren die ersten französischen Schlachtschiffe, bei denen die Hauptartillerie in zwei Zwillingstürmen angeordnet war. Diese Anordnung der Hauptbewaffnung wurde bei der Royal Navy bereits seit einem Jahrzehnt bevorzugt. Bis zur Bouvet, die als letztes Schiff vor der Charlemagne-Klasse gebaut wurde, waren die französischen Schlachtschiffe an ihren großen Kalibern in Einzeltürmen und dem zur Minimierung der Auswirkungen des Luftdrucks kurzen Oberdeck zu erkennen. Bug- und Heck-Doppelturm der Charlemagne-Klasse erhielten 305-mm-L/40-Kanonen des Modells 1893/96 mit einem Magazin von 90 Granaten je Turm.

Die Mittelartillerie bestand aus zehn 138-mm-Kanonen. Von ihnen waren acht zu beiden Seiten der Aufbauten erstmals in splittersicheren Kasematten aufgestellt, dazu kam ein Einzelturmpaar ein Deck höher auf den Seiten des hinteren Schornsteins. Weiter waren acht 100-mm-L/45-Kanonen des Modells 1893 mit Schutzschilden installiert.

Auf den Aufbauten und den Gefechtsmarsen waren noch zwanzig 47-mm-L/40-Schnellfeuergeschütze vom Typ Hotchkiss 1885 zur Torpedobootsabwehr verteilt. Bei Indienststellung führten die Schiffe auch vier 450-mm-Torpedorohre.
Wie bei allen französischen Schlachtschiffen war der in Harvey-Stahl ausgeführte Gürtelpanzer schmal und erstreckte sich über die gesamte Länge des Schiffes. Zwischen dem oberen Rand des Gürtelpanzers und dem unteren Rand des Batteriedecks war die Bordwand nach innen gewölbt und wies keinen Panzerschutz auf.
Zwischen den beiden Kommandobrücken war der Rumpf in mehrere wasserdichte Abteilungen unterteilt, um bei Gefechtsschäden ein Fluten des gesamten Rumpfes zu verhindern. Allerdings waren die Abteilungen nicht groß genug, um allein die Schwimmfähigkeit des Schiffes sicherzustellen.
Wie die vorangegangenen Linienschiffe hatten auch die Schiffe der Charlemagne-Klasse zwei relativ breite Schornsteine und noch nicht die Vielzahl an zum Teil weit auseinanderstehenden Schornsteinen, wie sie für die französische Marine ab der Jahrhundertwende typisch wurde.

## Einsatz
Die drei Schiffe der Klasse befanden sich zum Teil lange im Erprobungsverhältnis, ehe sie von der Flotte offiziell in Dienst genommen wurden. Vom 18. bis 24. Januar 1900 verlegten die Charlemagne und die Gaulois von Brest über Marseille nach Toulon zum Mittelmeergeschwader, während das Schwesterschiff St. Louis schon 1898 während der Erprobung dorthin verlegte.
Im März 1903 kollidierte die Charlemagne mit ihrem Schwesterschiff Gaulois, es gab jedoch keine Verletzten.
1909 verlegte die St. Louis zur „escadre du Nord“, dem französischen Atlantikgeschwader. Ab 1912 gehörten die drei Schwesterschiffe dort der Reserve an. Charlemagne verlegte 1913 wieder ins Mittelmeer zur Schuldivision, wohin Gaulois noch vor dem Beginn des Ersten Weltkrieges folgte.

### Kriegseinsatz
Zu Beginn des Krieges waren die Schiffe bereits veraltet. Ihre Leistungen waren für den Einsatz im Gefecht unzureichend, daher wurden sie in Gebieten mit geringerem Risiko verwendet. Die St. Louis und Gaulois sicherten anfangs Truppentransporte zwischen Algerien und Frankreich.
Am 18. März 1915 nahmen die Charlemagne und die Gaulois zusammen mit der Bouvet und der Suffren unter dem Kommando von Admiral Émile Guépratte an der Schlacht von Gallipoli teil. Die Gaulois wurde stark beschädigt und musste sich aus dem Gefecht zurückziehen, die Bouvet erhielt einen Minentreffer und sank nach der Explosion des Munitionsbunkers innerhalb von drei Minuten. Die schwer beschädigte Gaulois rettete sich mühsam aus den Dardanellen und musste bei der Inselgruppe Karayer Adaları mit den Inseln Tavşan, Yılan, Orak und Pırasa, zehn Kilometer nordöstlich von Tenedos, auf Grund gesetzt werden, um nicht total zu sinken. Dort wurde sie ausgepumpt und abgedichtet. Die beschädigten Linienschiffe Gaulois und Suffren sollten ab dem 25. März über Malta nach Toulon zurückkehren. Am 27. gerieten beide Schiffe in einen schweren Sturm und mussten in der Bucht von Navarin Schutz suchen. Die Reparatur der Gaulois scheint tatsächlich in Malta erfolgt zu sein.
Ab dem 8. Juni 1915 stand sie wieder zur Artillerieunterstützung der auf Gallipoli gelandeten Truppen zur Verfügung.
Am 27. Dezember 1916 wurde die auf dem Weg von Korfu nach Thessaloniki befindliche Gaulois in der Ägäis 30 Meilen östlich von Kythira vom deutschen Unterseeboot UB 47 des Typs UB II unter Oberleutnant zur See Wolfgang Steinbauer der U-Boot-Flottille Pola torpediert. Der – neben zwei weiteren Booten – die Gaulois sichernde Fischdampfer Rochebonne (235 ts,1913) ging längsseits des langsam sinkenden Linienschiffes und übernahm fast die gesamte Besatzung. Die Gaulois sank innerhalb von 25 Minuten auf der Position 36° 30′ N, 23° 45′ 0. Nur vier der 631 Besatzungsangehörigen der Gaulois verloren ihr Leben.
Die Charlemagne blieb vor den Dardanellen, erlitt während der Operation vor Thessaloniki Brandschäden, wurde jedoch repariert und anschließend zum Schutz von Konvois im Mittelmeer eingesetzt. Im November 1917 wurde sie in Toulon stillgelegt.
Die St. Louis unterstützte im April 1915 Landtruppen an der Palästina-Front, ehe sie im Mai auch an die Dardanellen verlegt wurde. Sie wurde im März 1917 in Biserta stillgelegt.
Die Charlemagne wurde im Juni 1920 gestrichen und zum Abbruch verkauft, die St. Louis diente von 1919 bis Juni 1931 noch als stationäres Schulschiff, ehe auch sie gestrichen und 1932 zum Abbruch verkauft wurde.